# Heliophanus bellus
Heliophanus bellus är en spindelart som beskrevs av Wesolowska 1986. Heliophanus bellus ingår i släktet Heliophanus och familjen hoppspindlar. Inga underarter finns listade i Catalogue of Life.